# Tapinoma philippinense
Tapinoma philippinense is een mierensoort uit de onderfamilie van de Dolichoderinae. De wetenschappelijke naam van de soort is voor het eerst geldig gepubliceerd in 1942 door Donisthorpe.